# Mikkonlahti
Mikkonlahti är en sjö i kommunen Kalajoki i landskapet Norra Österbotten i Finland. Arean är 39 hektar och strandlinjen är 4,72 kilometer lång. Sjön  ingår i Bottenvikens kustområde.   Den ligger omkring 130 kilometer sydväst om Uleåborg och omkring 440 kilometer norr om Helsingfors. 